# Knut Knutsen

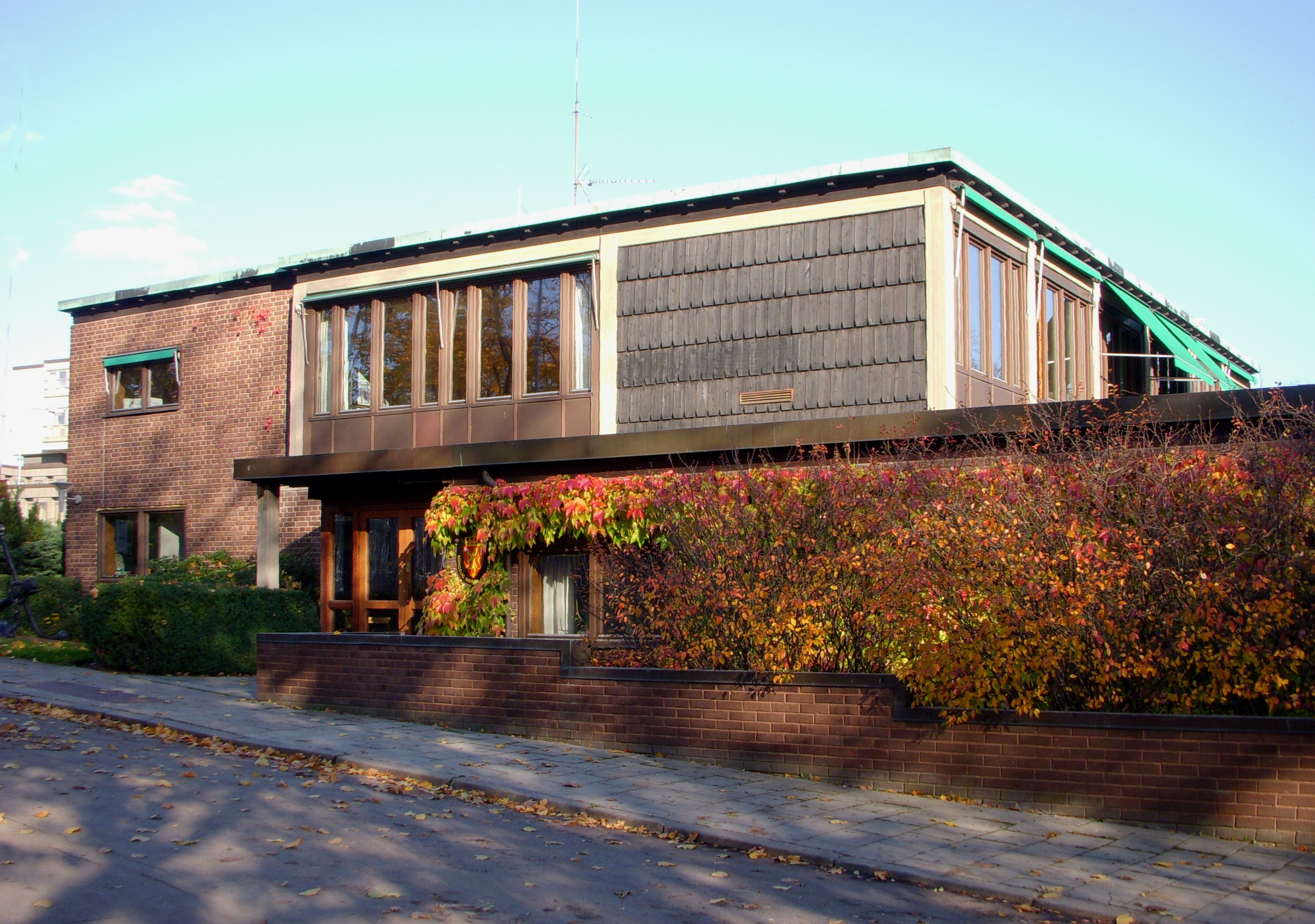
Embajada noruega en Estocolmo (1952)

Knut Knutsen (Christiania, actual Oslo, 4 de diciembre de 1903-Kragerø, 9 de julio de 1969) fue un arquitecto racionalista noruego, principal representante en los años 1930 y 1940 del funcionalismo noruego junto a Arne Korsmo.

## Trayectoria
Estudió en la Academia Nacional Noruega de Artesanía e Industria del Arte (Statens håndverks- og kunstindustriskole) entre 1925 y 1930. En 1933 abrió su propio estudio de arquitectura. La obra de Knutsen destaca por su interpretación regional de la arquitectura moderna, así como por su integración de la obra arquitectónica en la naturaleza.
Entre sus obras destacan: la Casa de Jubilados de Oslo (1937-1941), su casa de vacaciones en Portør (1948), el Hotel Viking en Oslo (1949, llamado posteriormente Royal Christiania) y la embajada noruega en Estocolmo (1952).
Junto a Arne Korsmo, Andreas Nygaard y el ingeniero Sandbech proyectó la exposición Vi Kam («Nosotros podemos»), celebrada en Oslo en 1937.
Fue profesor en el Statens Arkitektkurs (1956-1966) y la Statens Arkitektskole de Oslo (1966-1969). Su influencia se haría evidente en un gran número de sus alumnos, que a menudo son llamados genéricamente «Escuela de Knutsen».